# Matthew Modine
 (janvier 2025).
Ne doit pas être confondu avec Matthew Broderick ou Youri Modine.
Matthew Modine, né le 22 mars 1959 à Loma Linda (Californie), est un acteur, réalisateur et scénariste américain.
Il est notamment connu pour ses rôles dans le film Birdy d'Alan Parker (1984) puis dans Full Metal Jacket de Stanley Kubrick (1987).

## Biographie
Matthew Modine est né le 22 mars 1959 à Loma Linda (Californie). Bien qu'il soit né en Californie, il est éduqué dans l'Utah où il a grandi.
Son père, Mark Alexander Modine, est le directeur d'un cinéma en plein air, un drive-in. Sa mère, Dolores Modine est comptable.
Il est le plus jeune d'une fratrie de sept enfants. Il a trois frères, Mark, Michael et Russel Modine et 3 sœurs, Elizabeth, Maury et Marcia Modine.
À l'âge de dix ans, il voit un documentaire décrivant la réalisation du film Oliver !. Inspiré par les acteurs et par leur façon de jouer, il décide de devenir lui-même un acteur. Il crée une école de danse à Provo en Utah et commence à prendre des leçons de claquettes. Il intègre par la suite le Junior high school Glee Club quand sa famille déménage à Midvale dans l'Utah.
Il fréquente le lycée catholique des pères maristes pendant deux ans et demi. Diplômé du lycée Mar Vista à Imperial Beach, en Californie, il s'installe à New York afin d'étudier, pour devenir acteur et travailler avec la célèbre professeur Stella Adler.

### Vie privée
Il est marié depuis 1980 à Caridad Rivera. Ils ont deux enfants Boman Modine, né en 1985 et Ruby Modine, née en 1990.

## Filmographie

### Cinéma
- 1983 : Streamers de Robert Altman : Billy
- 1983 : Baby It's You (en) de John Sayles : Steve
- 1983 : Private School (en) de Noel Black : Jim Green
- 1984 : L'Hôtel New Hampshire (The Hotel New Hampshire) de Tony Richardson : Chip Dove / Ernst
- 1984 : Birdy d'Alan Parker : Birdy
- 1984 : Mrs. Soffel de Gillian Armstrong : Jack Biddle
- 1985 : Vision Quest d'Harold Becker : Louden Swain
- 1987 : Full Metal Jacket de Stanley Kubrick : Engagé Guignol (Private Joker en VO)
- 1987 : Les Enfants de l'impasse (Orphans) d'Alan J. Pakula : Treat
- 1988 : La Partita de Carlo Vanzina : Francesco Sacredo
- 1988 : Veuve mais pas trop (Married to the Mob) de Jonathan Demme : Mike Downey
- 1989 : Cours d'anatomie (Gross Anatomie) de Thom Eberhardt : Joe Slovak
- 1990 : Memphis Belle de Michael Caton-Jones : Capitaine Dennis Dearborn
- 1990 : Fenêtre sur Pacifique (Pacific Heights) de John Schlesinger : Drake Goodman
- 1992 : Wind de Carroll Ballard : Will Parker
- 1992 : Equinox d'Alan Rudolph : Henry Petosa / Freddy Ace
- 1993 : Short Cuts (Short Cuts) de Robert Altman : Dr. Ralph Wyman
- 1994 : Les Leçons de la vie (The Browning Version) de Mike Figgis : Frank Hunter
- 1995 : Bye Bye Love de Sam Weisman : Dave
- 1995 : Fluke de Carlo Carlei : Thomas P. Johnson / Voice of Fluke
- 1995 : L'Île aux pirates (Cutthroat Island) de Renny Harlin : William Shaw
- 1997 : The Blackout d'Abel Ferrara : Matty
- 1997 : Le Maître du jeu (The Maker) de Tim Hunter : Walter Schmeiss
- 1997 : Une vraie blonde (The Real Blonde) de Tom DiCillo : Joe
- 1999 : If... Dog... Rabbit... de lui-même : Johnnie Cooper
- 1999 : L'Enfer du dimanche (Any Given Sunday) d'Oliver Stone : Dr Ollie Powers
- 2000 : Very Mean Men (en) de Tony Vitale (en) de Tony Vitale et Ladislav Wilheim : Bartender
- 2001 : Un bébé sur les bras (Nobody's Baby) de David Seltzer : Sonny
- 2001 : L'Ultime cascade (In the Shadows) de Ric Roman Waugh : Eric
- 2001 : Tequila rapido (The Shipment) d'Alex Wright : Mitch Garrett
- 2003 : Le Divorce de James Ivory : Tellman, le mari jaloux
- 2003 : Hollywood North de Peter O'Brian : Bobby Myers
- 2004 : Le Singe funky (Funky Monkey) d'Harry Basil : Alec McCall
- 2005 : Le Transporteur II (Transporter 2) de Louis Leterrier : Mr. Billings
- 2005 : Mary d'Abel Ferrara : Tony Childress / Jesus
- 2005 : Opa! d'Udayan Prasad : Eric
- 2005 : Kettle of Fish de Claudia Myers : Mel
- 2007 : Have Dreams, Will Travel de Brad Isaacs : le père de Ben
- 2008 : Go Go Tales d'Abel Ferrara : Johnie Ruby
- 2008 : The Garden of Eden de John Irvin : Le père de David
- 2009 : Little Fish, Strange Pond de Gregory Dark : Mr. Jack
- 2010 : L'Affaire McClain (The Trial) de Gary Wheeler : Mac
- 2012 : The Dark Knight Rises de Christopher Nolan : Foley
- 2012 : Girls Attitude : Mode d'emploi (Girl in Progress) de Patricia Riggen : Dr. Harford
- 2013 : Jobs de Joshua Michael Stern : John Sculley
- 2013 : Family Weekend de Benjamin Epps : Duncan Dungy
- 2014 : Altar (en) de Nick Willing : Alec Hamilton
- 2016 : The Confirmation de Bob Nelson : Kyle
- 2016 : Come diventare grandi nonostante i genitori de Luca Lucini : Bob
- 2017 : Army of One de Larry Charles : Dr. Ross
- 2017 : 47 Meters Down de Johannes Roberts : Taylor
- 2017 : The Hippopotamus de John Jencks : Michael Logan
- 2018 : Sicario : La Guerre des cartels (Sicario : Day of the Soldado) de Stefano Sollima : James Ridley
- 2018 : Speed Kills de Jodi Scurfield : George Bush
- 2018 : Backtrace de Brian A. Miller : McDonald
- 2019 : Foster Boy (en) de Youssef Delara : Michael
- 2020 : The Martini Shot de Stephen Wallis : Steve
- 2021 : Détour mortel : La Fondation (Wrong Turn) de Mike P. Nelson : Scott
- 2021 : Breaking News in Yuba County de Tate Taylor : Karl Buttons
- 2021 : Varsity Blues : Le Scandale des admissions universitaires (Operation Varsity Blues : The College Admissions Scandal) de Chris Smith : Rick Singer
- 2022 : My Love Affair with Marriage de Signe Baumane : Bo (voix)
- 2023 : Oppenheimer de Christopher Nolan : Vannevar Bush
- 2023 : Retribution de Nimród Antal

### Télévision

#### Séries télévisées
- 2003 : À la Maison-Blanche (The West Wing) : Marco Arlens
- 2005 : Into the West : Samson Wheeler
- 2005 : New York, unité spéciale (Law and Order : Special Victims Unit) : Gordon Rickett (saison 6, épisode 17)
- 2006 : The Bedford Diaries : Professeur Jake Macklin
- 2007 : Weeds : Sullivan Groff
- 2016 - 2017 / 2022 : Stranger Things : Dr Martin Brenner (Papa)
- 2019 : Sanctuary
- 2025 : Zero Day de Lesli Linka Glatter : Richard Dreyer

#### Téléfilms
- 1982 : Amy & the Angel : Randy
- 1988 : Journey Into Genius : Eugene O'Neill
- 1993 : Les Soldats de l'espérance (And the Band Played On) de Roger Spottiswoode : Dr. Don Francis
- 1994 : Jacob de Peter Hall : Jacob
- 1997 : Les Secrets du silence (What the Deaf Man Heard) de John Kent Harrison : Sammy Ayers
- 2000 : Des fleurs pour Algernon de Jeff Bleckner : Charlie Gordon
- 2001 : The American de Paul Unwin : Christopher Newman
- 2001 : Jack et le Haricot magique (Jack and the Beanstalk : The Real Story) de Brian Henson : Jack Robinson
- 2002 : Redeemer de Graeme Clifford : Paul Freeman
- 2003 : Hitler : la Naissance du mal (Hitler : The Rise of Evil) de Christian Duguay : Fritz Gerlich
- 2004 : Un ticket pour le paradis (The Winning Season) de John Kent Harrison : Honus Wagner
- 2007 : Ma voisine du dessous (The Neighbor) d'Eddie O'Flaherty : Jeff
- 2008 : Sexe et mensonges à Las Vegas (Sex and Lies in Sin City) de Peter Medak : Ted Binion
- 2011 : Too Big to Fail : Débâcle à Wall Street de Curtis Hanson : John Thain
- 2013 : Tempête solaire : Au péril de la Terre (CAT. 8) de Kevin Fair : Michael Ranger

### Réalisateur
- 1993 : When I Was a Boy
- 1994 : Smoking
- 1997 : Ece Pirate
- 1999 : If... Dog... Rabbit...

## Voix françaises
| - Philippe Vincent dans : - Hitler : La Naissance du mal (téléfilm) - Le Singe funky (téléfilm) - Into the West (série télévisée) - Weeds (série télévisée) - Le Transporteur 2 - Too Big to Fail : Débâcle à Wall Street (téléfilm) - Family Weekend - Jobs - Stranger Things (série télévisée) - Breaking News in Yuba County - Zero Day (mini-série) - Emmanuel Jacomy dans : - Full Metal Jacket - Memphis Belle - Jack et le Haricot magique (mini-série) - L'Île aux pirates - The Dark Knight Rises - William Coryn dans : - Vision Quest - Wind - Oppenheimer - Bernard Gabay dans : - Les Leçons de la vie - Fluke (voix) - L'Enfer du dimanche - Thierry Ragueneau dans : - Mrs. Soffel - Sicario : La Guerre des cartels - Thierry Bourdon dans : - Private School - Birdy (1er puis 2e doublages) | - Antoine Tomé dans : - Le Maître du jeu - If... Dog... Rabbit... - Vincent Ropion dans : - Les Enfants de l'impasse - Short Cuts - Patrick Béthune dans : - Le Divorce - New York, unité spéciale (série télévisée) - Nicolas Marié dans : - Tempête solaire : Au péril de la Terre - Sanctuary (série télévisée) - Bernard Lanneau dans : - Retribution - Complicités (mini-série) Et aussi - Jean-François Vlérick dans Veuve mais pas trop - Éric Legrand dans Fenêtre sur Pacifique - Jérôme Keen dans Jacob (série télévisée) - Mathieu Rivolier dans Bye Bye Love - Emmanuel Curtil dans Les Secrets du silence (téléfilm) - Cyril Aubin dans Une vraie blonde - Lionel Tua dans À la Maison-Blanche[réf. nécessaire] (série télévisée) - Philippe Valmont dans Ma voisine du dessous (téléfilm) - Patrick Donnay dans Backtrace - Marc Bretonnière dans Varsity Blues : Le Scandale des admissions universitaires (téléfilm) |